# Sexurrección (canción)
«Sexurrección» es una canción de la banda española de heavy metal Lujuria, la cual se encuentra originalmente en el álbum homónimo publicado en 2012 por Warner Music Spain.  Fue escrita por el cantante Óscar Sancho. Se publicó como sencillo en el mismo año.
A diferencia de muchos sencillos, «Sexurrección» fue lanzado con dos semanas de anticipación de la publicación del disco homónimo, esto con la finalidad de promocionar dicho álbum. Además, Lujuria decidió lanzar el sencillo de forma independiente por el motivo antes mencionado.

## Lista de canciones
| side one |                |              |          |  |
| N.º      | Título         | Escritor(es) | Duración |  |
| 1.       | «Sexurrección» | Óscar Sancho | 4:58     |  |

## Créditos
- Óscar Sancho — voz
- Jesús Sanz — guitarra líder
- Julio Herranz — guitarra rítmica
- Javier Gallardo — bajo
- Maikel — batería
- Ricardo Mínguez — teclados